# Bzinica Nowa
Bzinica Nowa est une localité polonaise de la gmina de Dobrodzień, située dans le powiat d’Olesno en voïvodie d'Opole. 

## Histoire
De 1743 à 1926, Wilhelmshort fait partie de l'arrondissement de Lublinitz dans le district d'Oppeln au sein de la province de Silésie.